# Marcello Leopardi

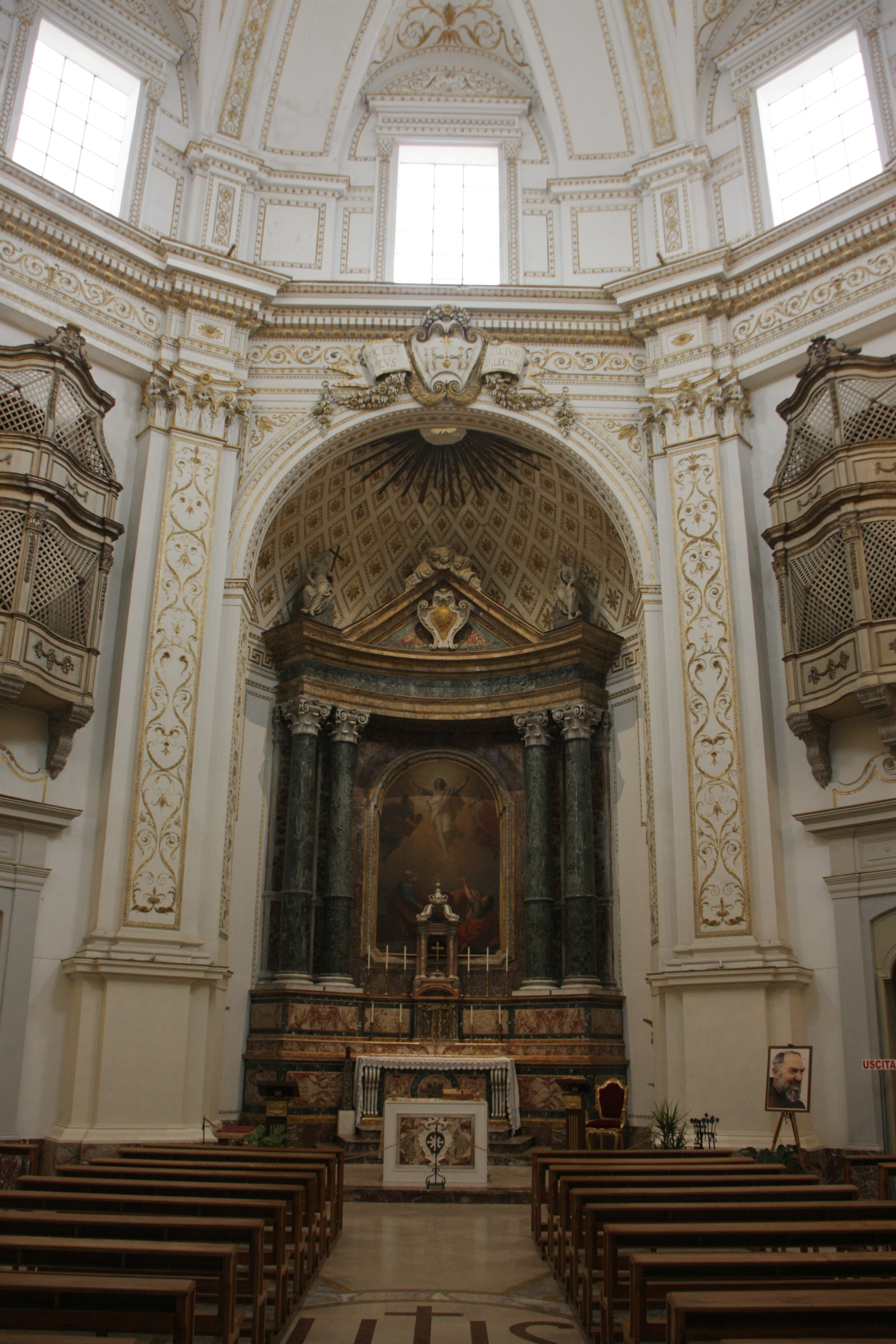
Trasfigurazione di Cristo, chiesa del Santissimo Salvatore di Caltagirone.

Marcello Leopardi (Potenza Picena, 1753 – Perugia, 1795) è stato un pittore italiano.

## Biografia
Frequentò l'Accademia del Nudo in Campidoglio e l'Accademia di S. Luca a Roma.
Nel 1780 andò a vivere a Perugia, dove sposò Maria Maddalena Mattei. A Perugia realizzò due tele per l'oratorio della Confraternita della Giustizia, il Battesimo di Cristo e la Decollazione del Battista; si occupò inoltre della decorazione del baldacchino dell'altare per il quale dipinse il Padreterno e angeli.
Nel 1785 affrescò nella cappella dei Canonici del duomo di Perugia Le quattro stagioni e nel 1791 dipinse L'Assunta e i Santi Cristoforo e Giovanni Battista.
Dal papa Pio VI ricevette la prestigiosa commissione di una pala destinata a Roma, nella Chiesa di S. Andrea a Subiaco.
Risalgono al 1793 tre pale d'altare per la Chiesa di S. Michele Arcangelo di Catania: il Transito di S. Giuseppe, S. Agata che impetra la liberazione di Catania e S. Francesco Caracciolo.
Nel 1794 diventò membro della Congregazione dei Virtuosi al Pantheon, nel 1795 si recò nuovamente a Perugia per il cui Duomo realizzò la sua ultima opera, la decorazione della cappella del Sacramento.
Morì nel 1795 a Perugia per sospetto avvelenamento.

## Opere
Chiesa di San Michele Arcangelo ai Minoriti di Catania:
- 1793, Transito di San Giuseppe.
- 1795, Sant'Agata impetra la liberazione di Catania.
- 1795 e ss., San Francesco Caracciolo, fondatore dell'Ordine dei minoriti, dipinto completato da un suo allievo perugino Vincenzo Ferreri. I bozzetti relativi alle tre pale d'altare sono custoditi nel Museo Civico di Castello Ursino.

- XVIII secolo, Trasfigurazione di Cristo, olio su tela, opera custodita nell'altare maggiore della chiesa del Santissimo Salvatore di Caltagirone.